# بخش خنرال دونووان
بخش خنرال دونووان (به اسپانیایی: Departamento General Donovan) یک منطقهٔ مسکونی در آرژانتین است که در استان چاکو واقع شده‌است. بخش خنرال دونووان ۱٬۴۸۷ کیلومتر مربع مساحت و ۱۳٬۳۸۵ نفر جمعیت دارد.